# Lincoln County (Missouri)
Lincoln County is een county in de Amerikaanse staat Missouri.
De county heeft een landoppervlakte van 1.633 km² en telt 38.944 inwoners (volkstelling 2000). De hoofdplaats is Troy.